# Deuterophysa obregonalis
Deuterophysa obregonalis là một loài bướm đêm trong họ Crambidae.